# La Chapelle-du-Genêt
La Chapelle-du-Genêt ([la ʃaˈpɛl dy ʒəˈnɛ] ⓘ) ist ein Ort und ehemalige französische Gemeinde mit 1180 Einwohnern (Stand: 1. Januar 2022) im Département Maine-et-Loire in der Region Pays de la Loire. Sie gehörte zum Arrondissement Cholet. Die Bewohner werden Capello-Genestois und Capello-Genestoises genannt.
Der Erlass des Präfekten vom 24. September 2015 legte mit Wirkung zum 15. Dezember 2015 die Eingliederung von La Chapelle-du-Genêt als Commune déléguée zusammen mit den früheren Gemeinden Andrezé, Beaupréau, Gesté, Jallais, La Jubaudière, Le Pin-en-Mauges, La Poitevinière, Saint-Philbert-en-Mauges und Villedieu-la-Blouère zur Commune nouvelle Beaupréau-en-Mauges fest.

## Geografie

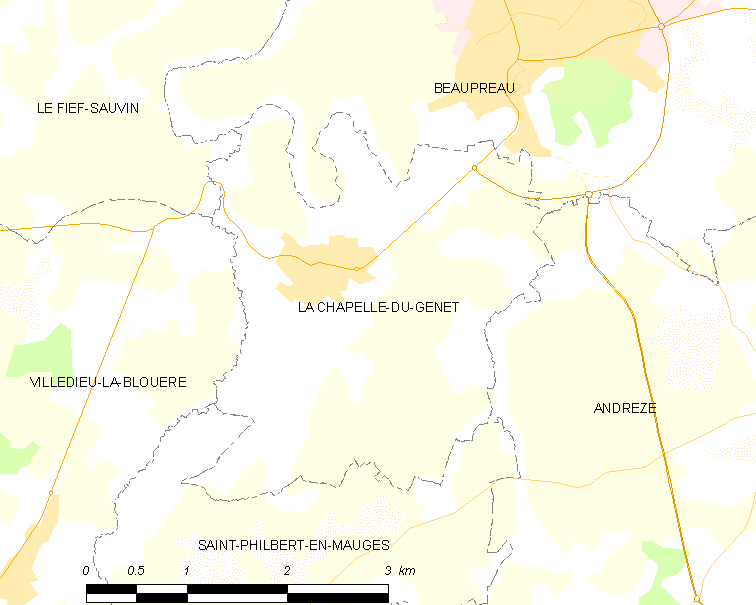
Karte von La Chapelle-du-Genêt

La Chapelle-du-Genêt liegt etwa 48 Kilometer südwestlich von Angers, etwa 17 Kilometer nordwestlich von Cholet und etwa 41 Kilometer ostsüdöstlich von Nantes in der Région naturelle der Mauges, Teil der historischen Provinz des Anjou.
Das Ortsgebiet liegt im Einzugsgebiet der Loire und wird entwässert von der Èvre, von der Avresne, vom Ruisseau de l’Arondeau sowie von kleineren Fließgewässern. Es erstreckt sich auf einer Hochebene, die im Norden von der Loire begrenzt wird. Das Bodenrelief ist sanft gewellt mit Höhen bis über 100 m und wird durch die Flusstäler markant eingeschnitten. Das Ortszentrum liegt auf etwa 95 m. Der tiefste Punkt wird mit 42 m Höhe im äußersten Nordwesten beim Austritt der Èvre aus dem Ortsgebiet gemessen.
Umgeben wird La Chapelle-du-Genêt von einer Nachbargemeinde und vier Communes déléguées von Beaupréau-en-Mauges:
| Montrevault-sur-Èvre                       | Beaupréau (Beaupréau-en-Mauges)                |                               |
| Villedieu-la-Blouère (Beaupréau-en-Mauges) | Kompassrose, die auf Nachbargemeinden zeigt    | Andrezé (Beaupréau-en-Mauges) |
|                                            | Saint-Philbert-en-Mauges (Beaupréau-en-Mauges) |                               |

## Geschichte
Frühe Formen des Ortsnamens waren:
Genesta, monasterium sancte Marie de Genesata (1050–1082), Capella de Genest (1210), La Chapelle du Genest (1485), La Chapelle du Genet (Carte de Cassini, 18. Jahrhundert).
Beile aus poliertem Stein und andere urgeschichtliche Objekte bezeugen eine Besiedelung der Landschaft während des gesamten Altertums. In der gallorömischen Zeit durchquerte die Römerstraße von Poitiers nach Nantes das Ortsgebiet.
Mönche der Abtei Saint-Serge in Angers bauten um das 10. Jahrhundert eine Kapelle. Nach dem 11. Jahrhundert wandelten sie sie in ein Priorat um und dehnten ihren Bereich auf das Gebiet von Constant de Beaupréau und seinem Neffen Albert aus. Diese räumten das Land an die Mönche ein, um dort ein Dorf zu gründen. Wenig später gab es eine Vereinbarung über die Aufteilung der Anbauflächen zwischen den Mönchen und den Lehnsherren. Die Abtei Saint-Serge gab das Priorat auf und legte die Rechte in die Hände des Pfarrers. Die födale Geschichte fiel zusammen mit der von Beaupréau. Ende des 18. Jahrhunderts war der Graf de la Tour d’Auvergne Seigneur der Pfarrgemeinde.
1569 waren Unruhen durch Hugenotten zu verzeichnen, so dass der Pfarrer fliehen musste. Die Pfarrgemeinde gehörte zum Bistum Angers, zum Archidiakonat Outre-Loire und zum Dekanat der Mauges. Sie gehörte zur Sénéchaussée und Élection von Angers sowie zum Einzugsgebiet der Gabelle von Saint-Florent-le-Vieil.
Während des gesamten Verlaufs des Aufstands der Vendée, dem Kampf der royalistisch-katholisch gesinnten Landbevölkerung gegen Repräsentanten und Truppen der Ersten Französischen Republik am Ende des 18. Jahrhunderts durchquerten Truppen beider Konfliktparteien das Dorf und zerstörten es dabei fast vollständig.

## Bevölkerungsentwicklung
| La Chapelle-du-Genêt: Einwohnerzahlen von 1793 bis 2020                                                                    | La Chapelle-du-Genêt: Einwohnerzahlen von 1793 bis 2020 | La Chapelle-du-Genêt: Einwohnerzahlen von 1793 bis 2020 | La Chapelle-du-Genêt: Einwohnerzahlen von 1793 bis 2020 | La Chapelle-du-Genêt: Einwohnerzahlen von 1793 bis 2020 |
| --- | ------------------------------------------------------- | ------------------------------------------------------- | ------------------------------------------------------- | ------------------------------------------------------- |
| Jahr |                                                         |                                                         |                                                         | Einwohner                                               |
| 1793 | 1793                                                    |                                                         | 813                                                     | 813                                                     |
| 1800 | 1800                                                    |                                                         | 521                                                     | 521                                                     |
| 1806 | 1806                                                    |                                                         | 648                                                     | 648                                                     |
| 1821 | 1821                                                    |                                                         | 843                                                     | 843                                                     |
| 1831 | 1831                                                    |                                                         | 794                                                     | 794                                                     |
| 1836 | 1836                                                    |                                                         | 770                                                     | 770                                                     |
| 1841 | 1841                                                    |                                                         | 908                                                     | 908                                                     |
| 1846 | 1846                                                    |                                                         | 978                                                     | 978                                                     |
| 1851 | 1851                                                    |                                                         | 948                                                     | 948                                                     |
| 1856 | 1856                                                    |                                                         | 983                                                     | 983                                                     |
| 1861 | 1861                                                    |                                                         | 984                                                     | 984                                                     |
| 1866 | 1866                                                    |                                                         | 965                                                     | 965                                                     |
| 1872 | 1872                                                    |                                                         | 977                                                     | 977                                                     |
| 1876 | 1876                                                    |                                                         | 1.041                                                   | 1.041                                                   |
| 1881 | 1881                                                    |                                                         | 1.016                                                   | 1.016                                                   |
| 1886 | 1886                                                    |                                                         | 959                                                     | 959                                                     |
| 1891 | 1891                                                    |                                                         | 923                                                     | 923                                                     |
| 1896 | 1896                                                    |                                                         | 881                                                     | 881                                                     |
| 1901 | 1901                                                    |                                                         | 825                                                     | 825                                                     |
| 1906 | 1906                                                    |                                                         | 780                                                     | 780                                                     |
| 1911 | 1911                                                    |                                                         | 769                                                     | 769                                                     |
| 1921 | 1921                                                    |                                                         | 667                                                     | 667                                                     |
| 1926 | 1926                                                    |                                                         | 638                                                     | 638                                                     |
| 1931 | 1931                                                    |                                                         | 605                                                     | 605                                                     |
| 1936 | 1936                                                    |                                                         | 578                                                     | 578                                                     |
| 1946 | 1946                                                    |                                                         | 620                                                     | 620                                                     |
| 1954 | 1954                                                    |                                                         | 636                                                     | 636                                                     |
| 1962 | 1962                                                    |                                                         | 689                                                     | 689                                                     |
| 1968 | 1968                                                    |                                                         | 722                                                     | 722                                                     |
| 1975 | 1975                                                    |                                                         | 780                                                     | 780                                                     |
| 1982 | 1982                                                    |                                                         | 919                                                     | 919                                                     |
| 1990 | 1990                                                    |                                                         | 924                                                     | 924                                                     |
| 1999 | 1999                                                    |                                                         | 1.002                                                   | 1.002                                                   |
| 2006 | 2006                                                    |                                                         | 1.231                                                   | 1.231                                                   |
| 2013 | 2013                                                    |                                                         | 1.216                                                   | 1.216                                                   |
| 2020 | 2020                                                    |                                                         | 1.165                                                   | 1.165                                                   |
| Quelle(n): EHESS/Cassini bis 1999, INSEE ab 2006 Anmerkung(en): Ab 1962 offizielle Zahlen ohne Einwohner mit Zweitwohnsitz |                                                         |                                                         |                                                         |                                                         |

Der Bevölkerungsrückgang im Jahre 1800 zeigt die negative Auswirkung des Aufstands der Vendée.

## Sehenswürdigkeiten
- Kirche Notre-Dame aus dem 18. Jahrhundert

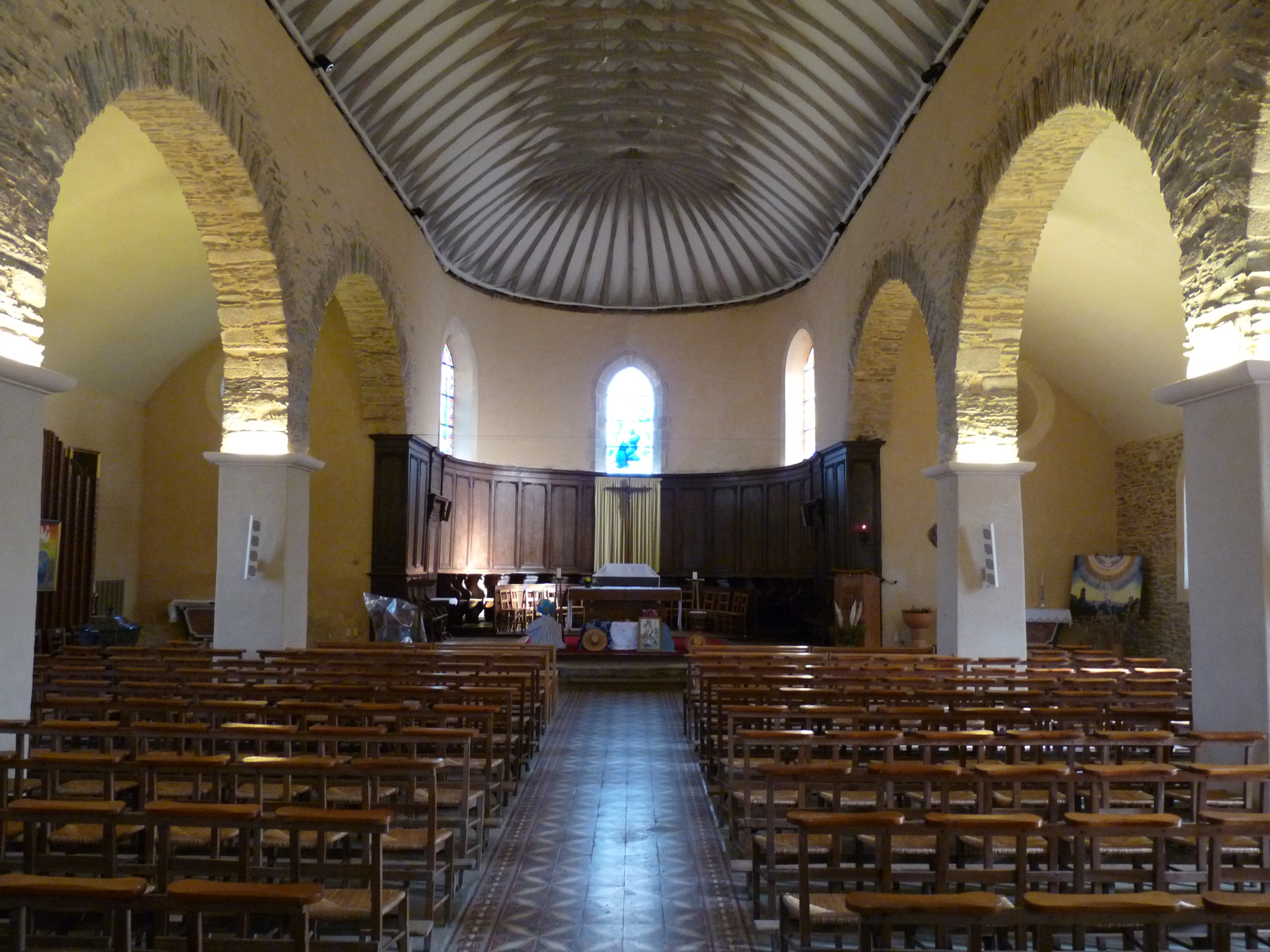
Kirche Notre-Dame – Innenraum
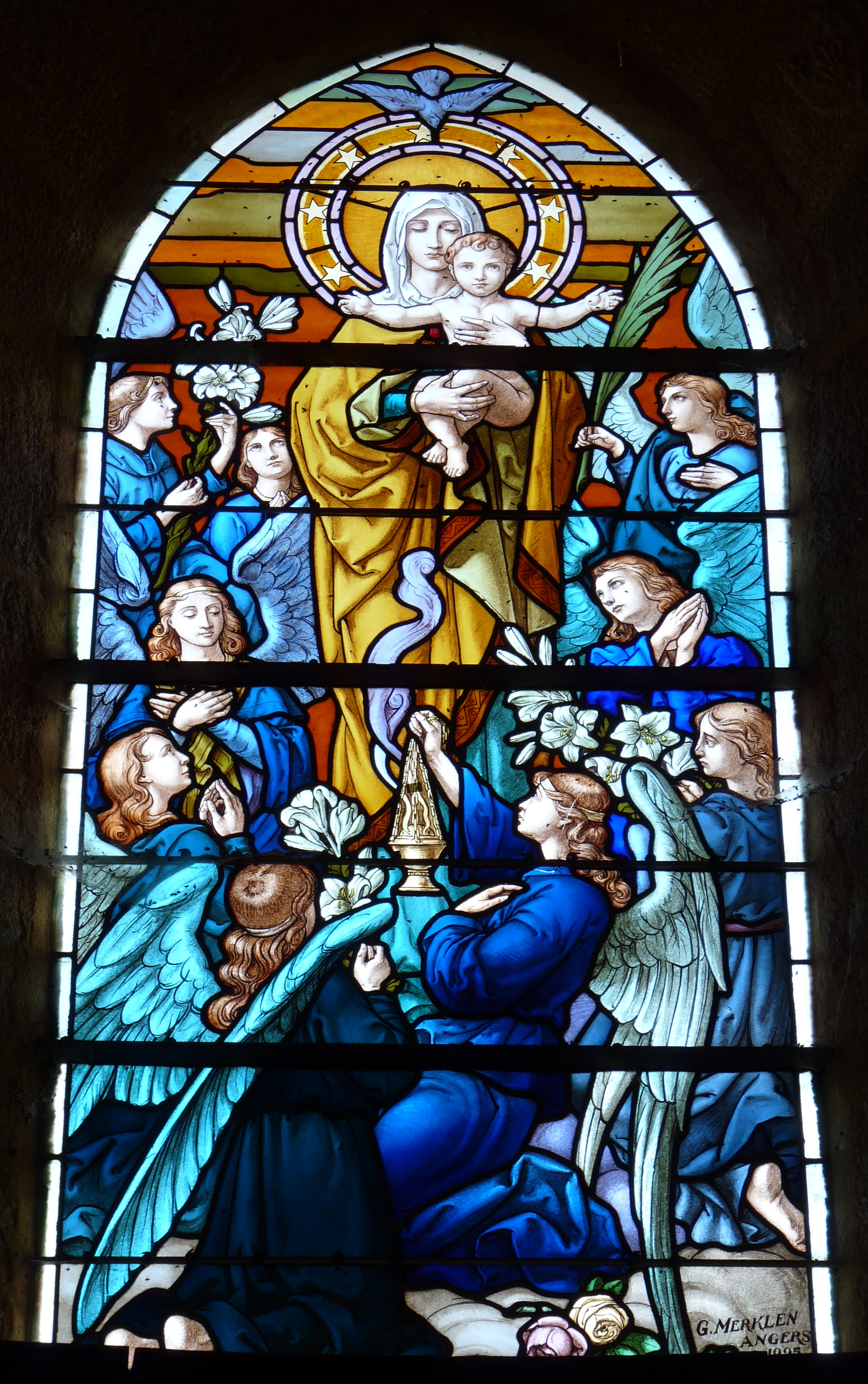
Kirche Notre-Dame – Bleiglasfenster